# Деца шпиони 3D: Краят на играта
„Деца шпиони 3D: Краят на играта“ (на английски: Spy Kids 3-D: Game Over) е американска шпионска екшън комедия от 2003 г., който е вторият филм от поредицата „Деца шпиони“ и е продължение на „Деца шпиони 2: Островът на изгубените мечти“ (2002). Режисьор е Робърт Родригес, и във филма участват Антонио Бандерас, Карла Гуджино, Алекса Вега, Дарил Сабара, Илайджа Ууд, Рикардо Монталбан, Холанд Тейлър, Силвестър Сталоун и Майк Джъдж. Премиерата му е на 25 юли 2003 г.

## В България
В България филмът е излъчен на 4 Януари 2018 г. по Хоум Бокс Офис с български войсоувър дублаж на Доли Медия Студио. Екипът се състои от:
| Озвучаващи артисти  | Ася Рачева Мина Костова Росен Русев Иван Велчев Елена Бойчева |
| Преводач            | Боряна Богданова                                              |
| Тонрежисьор         | Ралица Захова                                                 |
| Режисьор на дублажа | Йоанна Микова                                                 |